# 下沙镇
下沙镇是中国福建省南平市邵武市下辖的一个镇。

## 行政区划
下沙镇共辖5个行政村，分别是：
下沙村、屯上村、胡书村、分站村、洛田村。